# Gustavo Adolfo Cabrera
Gustavo Adolfo Cabrera   (Ciutat de Guatemala, 13 de desembre de 1979) és un exfutbolista guatemalenc de la dècada de 2000.
Fou 104 cops internacional amb la selecció de Guatemala.
Pel que fa a clubs, destacà a Comunicaciones, Real Salt Lake i AGF Aarhus.
L'any 2012 fou suspès de per vida al seu país natal per participar en la manipulació de partits, juntament amb companys de selecció com Yony Flores i Guillermo Ramírez.